# Cholet Basket
Cholet Basket es un club de baloncesto francés, con sede en la ciudad de Cholet y fundado en 1975, que compite en la Liga Francesa. Disputa sus partidos en el pabellón de La Meilleraie, con capacidad para 5.191 personas.

## Historia
El club, fundado en 1975, debutó en la primera división del baloncesto francés en la temporada 1987-88, tardando solo 12 años en conseguir llegar a la élite. Desde entonces se ha mantenido casi siempre entre los 10 mejores equipos de la competición, con una plantilla basada sobre todo en la cantera. Durante la temporada 2004-05, 10 de sus 12 jugadores provenían de la misma. Alguno de los ejemplos de jugadores de cantera son Antoine Rigaudeau, Jim Bilba y Mickaël Gelabale.

## Trayectoria
| Temporada | Nivel | Liga  | Pos. | Copa de Francia  | Leaders Cup      | Competiciones europeas | Competiciones europeas |
| --------- | ----- | ----- | ---- | ---------------- | ---------------- | ---------------------- | ---------------------- |
| 2006–07   | 1     | Pro A | 7º   |                  |                  |                        |                        |
| 2007–08   | 1     | Pro A | 8º   | Finalista        | Campeón          | 3 FIBA EuroCup         | FG                     |
| 2008–09   | 1     | Pro A | 9º   | Ronda de 16      |                  | 3 EuroChallenge        | FI                     |
| 2009–10   | 1     | Pro A | 1º   | Ronda de 32      | Cuartos de final | 2 Eurocup              | TR                     |
| 2010–11   | 1     | Pro A | 2º   | Ronda de 16      | Cuartos de final | 1 Euroliga             | TR                     |
| 2011–12   | 1     | Pro A | 4º   | Semifinales      | Cuartos de final | 1 Euroliga             | QR1                    |
| 2011–12   | 1     | Pro A | 4º   | Semifinales      | Cuartos de final | 2 Eurocup              | TR                     |
| 2012–13   | 1     | Pro A | 10º  | Ronda de 16      |                  | 2 Eurocup              | TR                     |
| 2013–14   | 1     | Pro A | 13º  | Ronda de 16      |                  | 3 EuroChallenge        | L16                    |
| 2014–15   | 1     | Pro A | 14º  | Ronda de 16      |                  |                        |                        |
| 2015–16   | 1     | Pro A | 13º  | Ronda de 32      |                  |                        |                        |
| 2016–17   | 1     | Pro A | 11º  | Ronda de 16      |                  |                        |                        |
| 2017–18   | 1     | Pro A | 15º  | Ronda de 32      |                  |                        |                        |
| 2018–19   | 1     | Pro A | 15º  | 32avos de final  |                  |                        |                        |
| 2019–20*  | 1     | Pro A | 6º   | 16avos de final  | Cuartos de final |                        |                        |
| 2020–21   | 1     | Pro A | 14º  | Octavos de final |                  | 3 Champions League     | RS                     |
| 2021–22   | 1     | Pro A | 8º   | 16avos de final  |                  |                        |                        |
| 2022–23   | 1     | Pro A | 7º   | Cuartos de final |                  |                        |                        |

*La temporada fue cancelada debido a la pandemia del coronavirus.

## Palmarés
- Campeón de la Liga Francesa: 2010
  - Finalista de la Liga Francesa : 1988, 2011
- La Leaders Cup Cup: 2007-08
- Copa de Francia : 1998, 1999
  - Finalista de Copa : 2005, 2008
- Campeón de la División 2: 1986
- Campeón de la Supercopa : 2010
- Subcampeón del FIBA EuroChallenge : 2009
- Subcampeón de la FIBA Europe Cup: 2023

## Jugadores históricos
- Mickaël Gelabale
- Antoine Rigaudeau
- Nando de Colo
- Rodrigue Beaubois
- Artūras Karnišovas
- Stéphane Ostrowski
- Micheal Ray Richardson
- John Amaechi
- Vule Avdalović
- Rudy Gobert
- Killian Hayes